# Воробьёвы горы (трасса)
Воробьёвы горы — временная гоночная трасса в Москве, которая была проложена по дорогам Университетского проспекта, Центральной Аллеи около главного здания МГУ имени Ломоносова. На ней проводились с 1994 по 2006 год (с перерывами) соревнования по кольцевым автогонкам.

## История
После распада СССР, лучшие гоночные трассы как Чайка, Бикерниеки, Рустави, остались за пределами России. Одним из выходов для российских кольцевиков стало проведения соренований непосредственно по улицам Москвы. 4 сентября 1994 года во время Дня города на данной трассе проходили показательные выступления сильнейших гонщиков России. С 1995 года по 1998 год Национальная гоночная серия АСПАС собирала тысячи зрителей на временном автодроме. Но после финансового кризиса 1998 года гонки на Воробьёвых горах временно прекратились. В 2001 году заезды возобновились. С 2003 года по дорожкам Воробьевых гор на Renault R23 в рамках демонстрационного заезда проехали пилоты чемпионата мира Формулы-1 Фернандо Алонсо и Ярно Трулли. 12 июня В 2005 года на трассе проводился Кубок Победы. Осенью 2005 года на трассы вышли автомобили трех чемпионатов: Национальной гоночной серии LADA, RTCC и Российской суперсерии (Формула Русь, Формула 1600, Кубок Honda Civic). После проведения в 2006 году Кубка Победы, RTCC, Российской суперсерии, НГС АВТОВАЗ, гонки на Воробьевых горах больше не проводятся.

## Гонки

### 2005
В сезоне 2005 года на данном автодроме проведены следующие соревнования:
- 12 июня - Кубок Победы
- 23-24 сентября - RTCC, Национальная Гоночная Серия LADA[1], Российская Суперсерия

### 2006
В сезоне 2006 года на данном автодроме проведены следующие соревнования:
- 27-28 мая - Кубок Победы, RTCC[2][3], НГС АВТОВАЗ[4], Российская Суперсерия